# Krematorium v Klatovech
Krematorium v Klatovech se nachází na Pražském předměstí na severním okraji města na hřbitově.

## Popis
Místo pro výstavbu krematoria bylo vybráno na severním okraji města na pozemku u městského hřbitova. Budova navržená architektem Miloslavem Kadeřábkem byla slavnostně otevřena 22. dubna 1985. Návrh pochází z projekce Výstavby účelových zařízení Praha, dodavatelem byl Okresní stavební podnik v Klatovech, investičně stavbu zajistily Technické služby města Klatov (cena 20 355 000 Kčs). Kapacita obřadní síně je 250 osob.
Stavbu tvoří blok s parabolicky prohnutou střechou. Její boční stěny jsou železobetonové a čelní stěna prosklená. Miloslav Kadeřábek je také autorem svítidel umístěných uvnitř budovy.

## Galerie

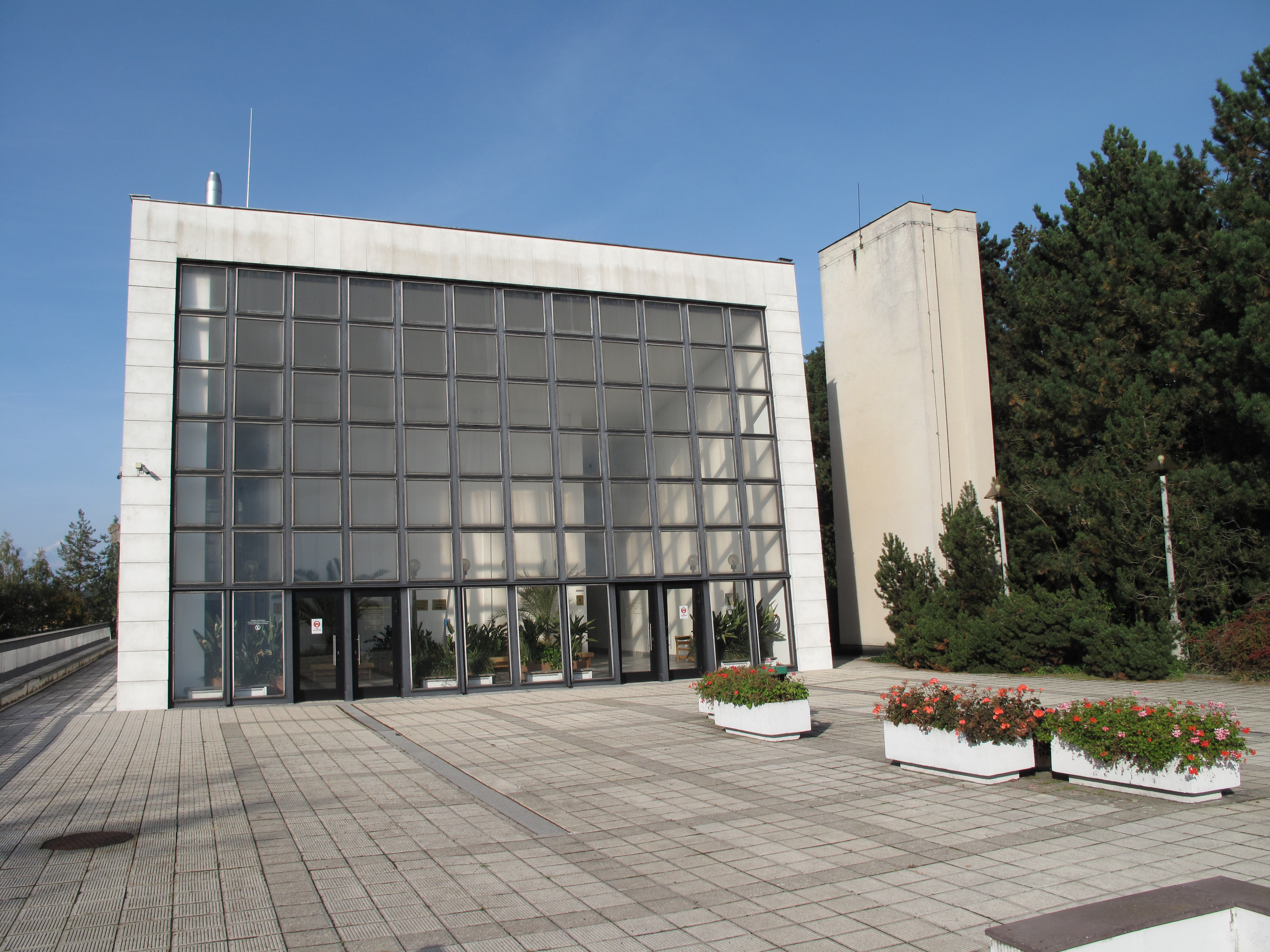
Čelní pohled
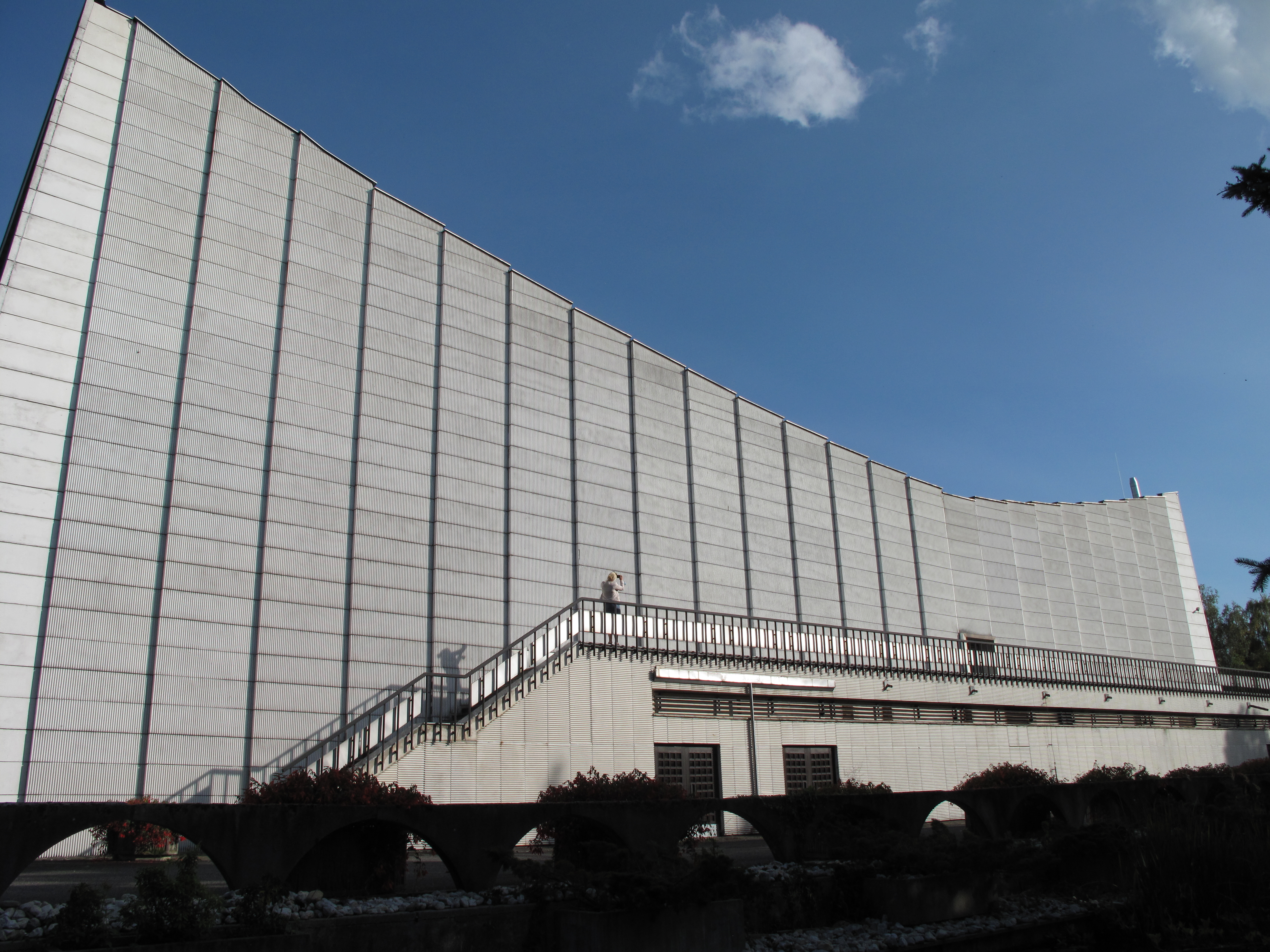
Boční pohled
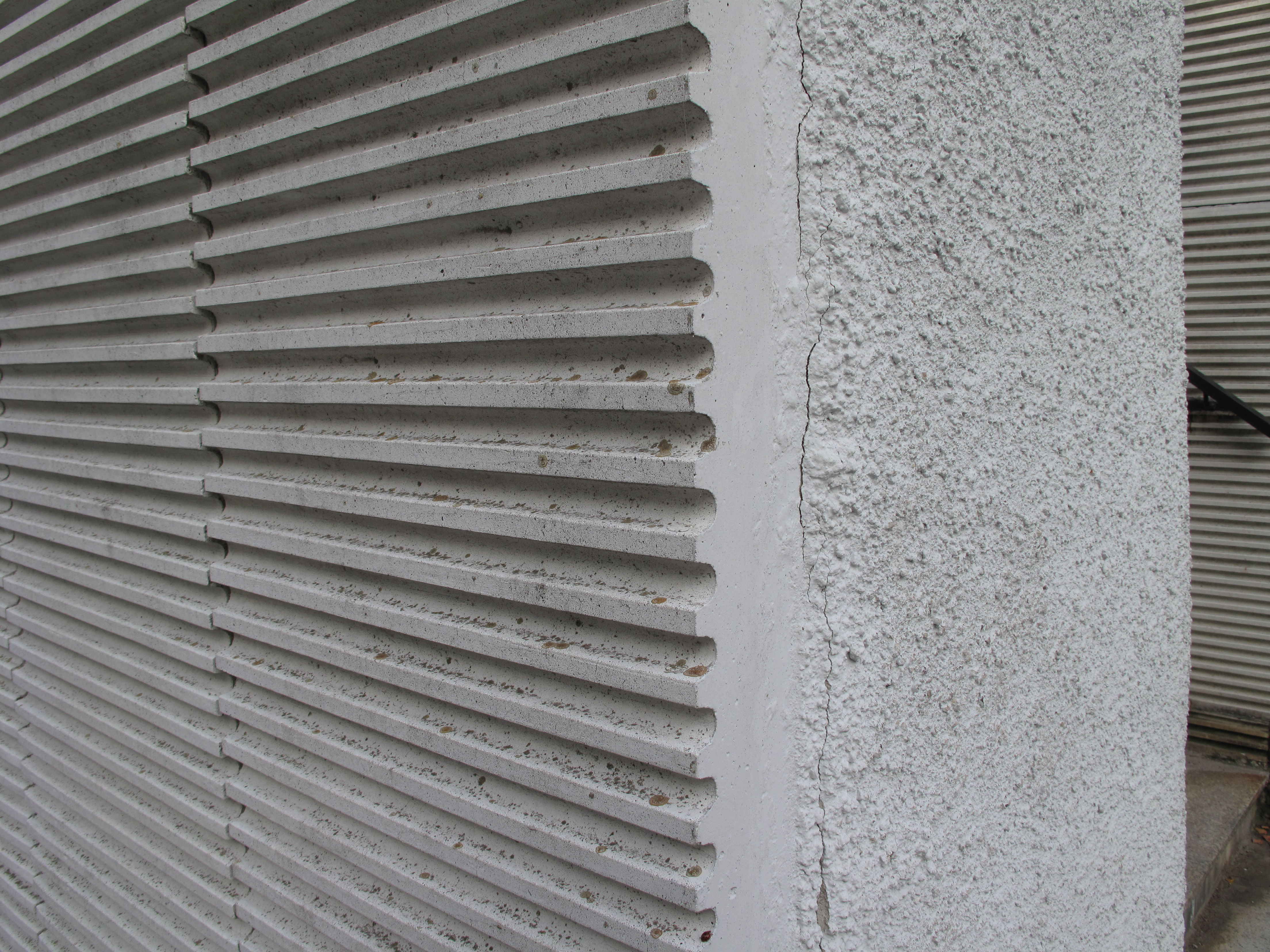
Detail obložení
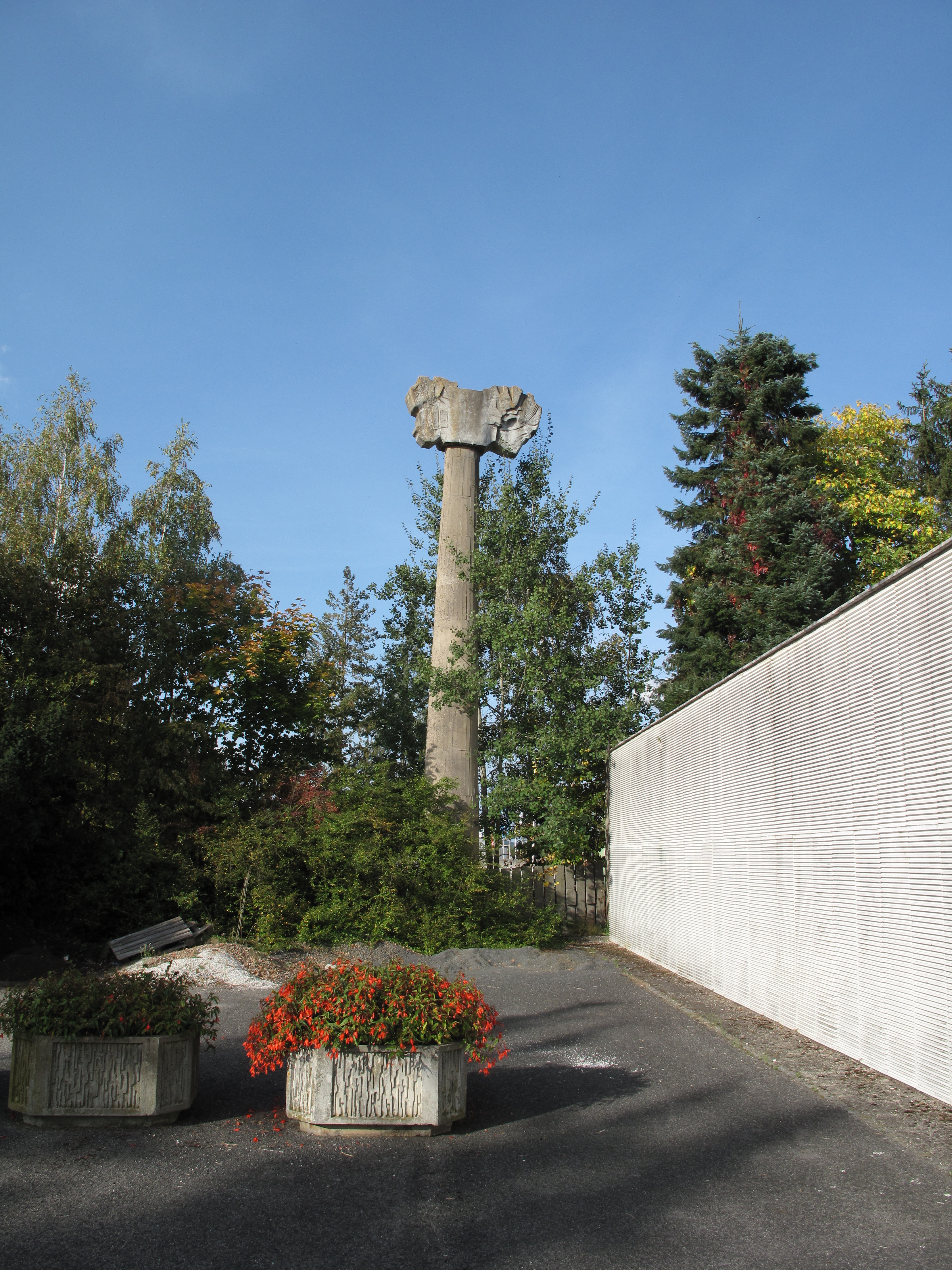
Betonová plastika Nikose Armutidise za krematoriem
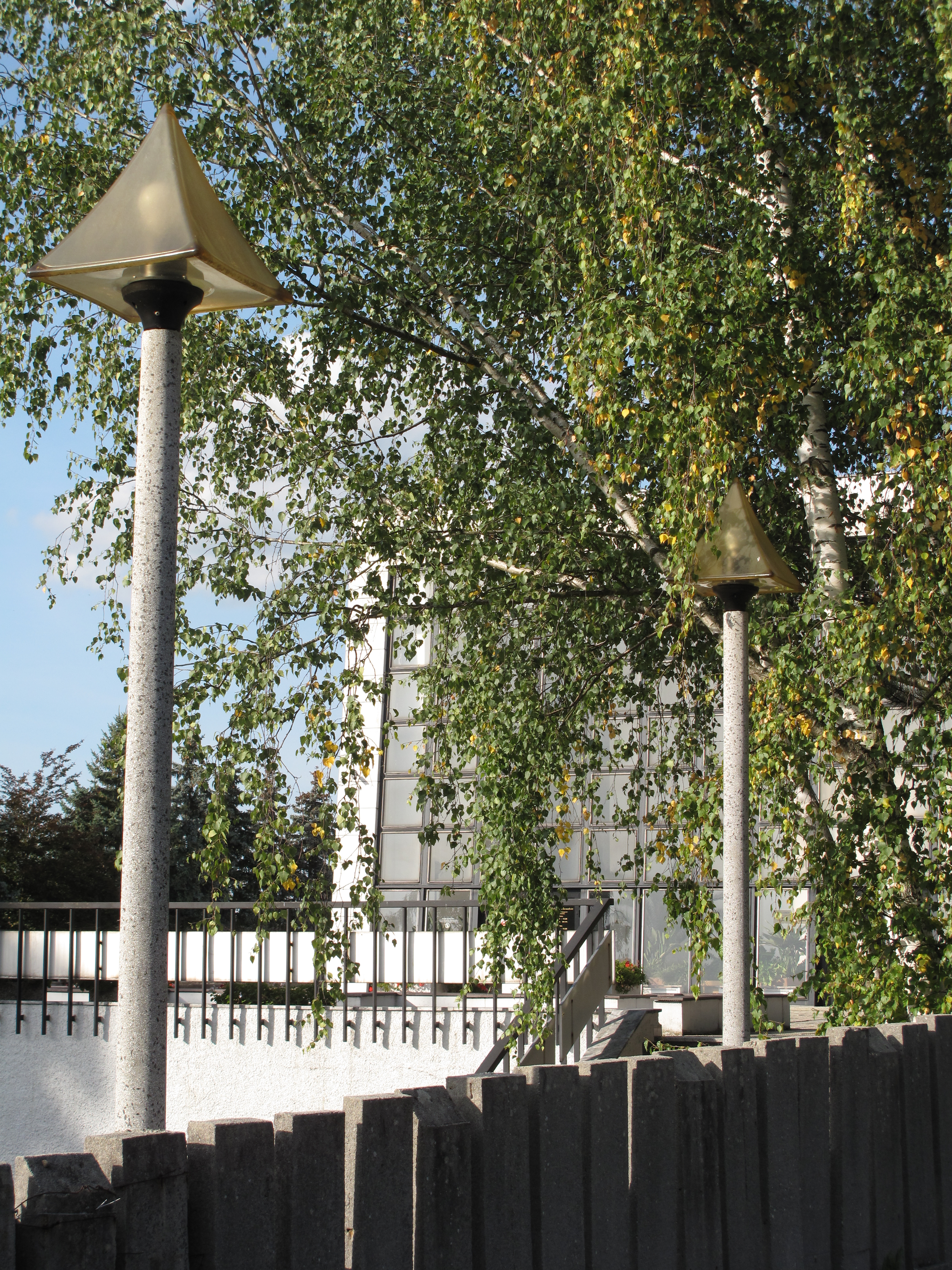
Lampy s krytem ve formě pyramid
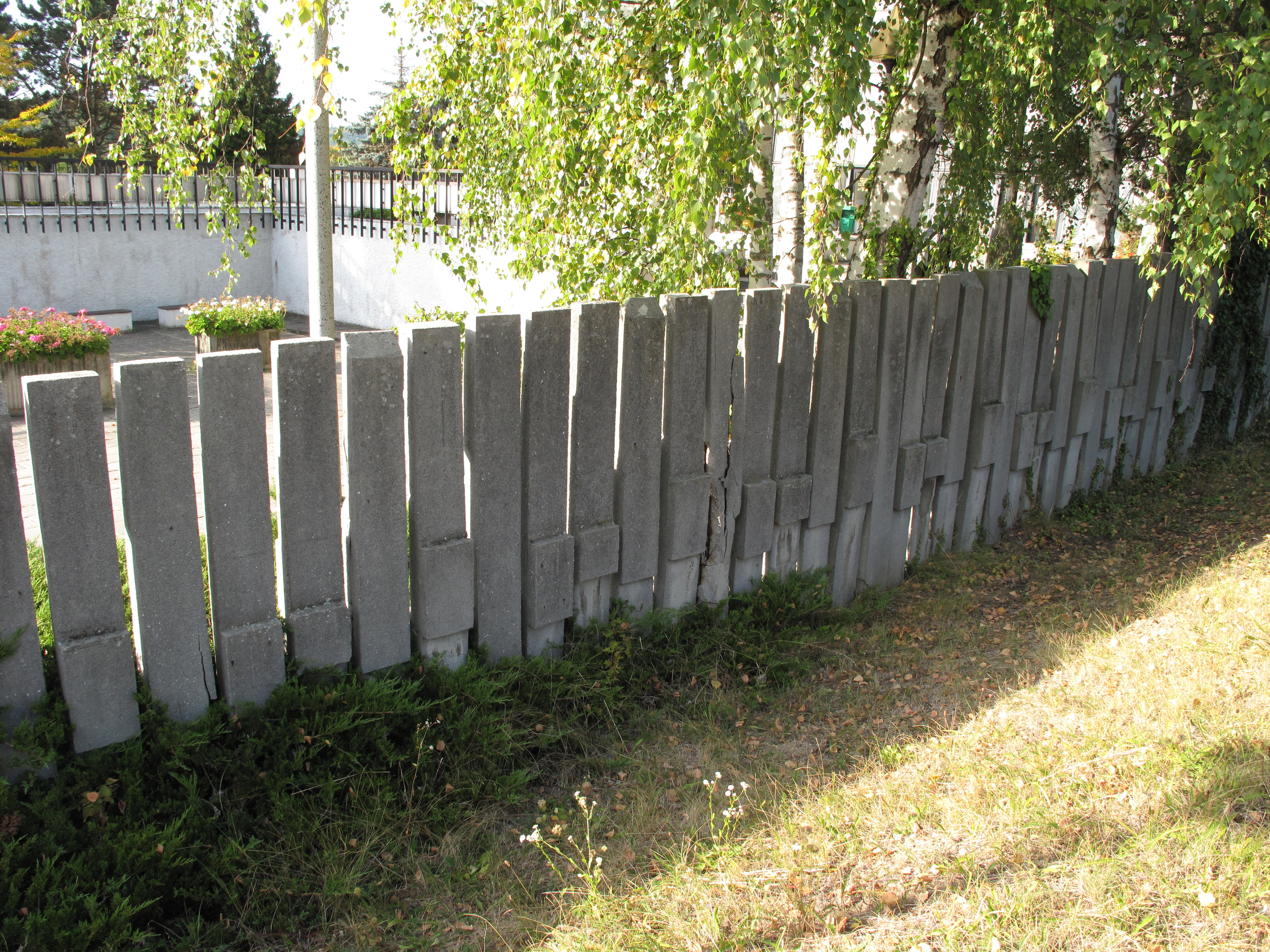
Betonový plot v okolí krematoria
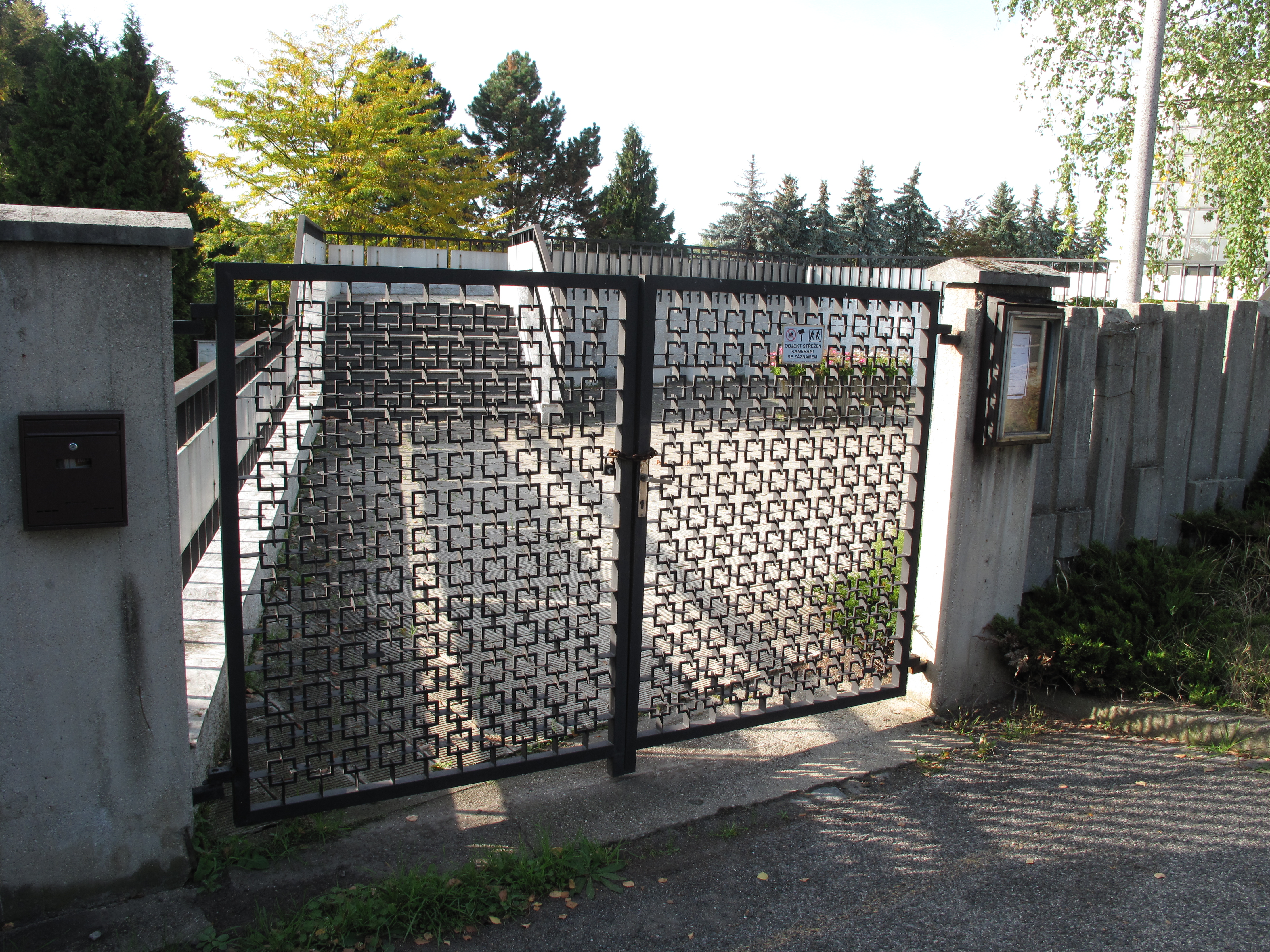
Kovová brána